# Dyptyk z Wilton House
Dyptyk z Wilton House – niewielki dwuskrzydłowy ołtarz, jeden z niewielu przykładów gotyckiego malarstwa tablicowego w Anglii. Dyptyk reprezentuje nurt w malarstwie i rzeźbie gotyckiej zwanym stylem międzynarodowym.
Dyptyk został namalowany na zamówienie dworu Ryszarda II, króla Anglii. Obecnie znajduje się w zbiorach Galerii Narodowej w Londynie.

## Historia i datowanie
Dyptyk jest jednym z niewielu dzieł malarstwa gotyckiego, które zachowały się do dziś na terenie Anglii. Badacze datują czas powstania dzieła na ostatnie lata życia Ryszarda II i czas rozpowszechnienia stylu pięknego (gotyk międzynarodowy) w latach 90. XIV w. Czas powstania dyptyku oscyluje wokół ostatniej dekady XIV stulecia. W londyńskiej Galerii Narodowej datę powstania dzieła określono na lata 1395-1399.
Szczęśliwie ocalał z pożogi, jaką wywołały ruchy religijne w XVI i XVII wieku zainicjowane przez zwolenników purytanizmu. Dzieło to było po raz pierwszy wzmiankowane w roku 1649 w inwentarzu dzieł sztuki znajdujących się w kolekcji króla angielskiego Karola I. Przechowywany był w rezydencji earlów Pembroke w Wilton House pod Salisbury, gdzie znajdował się do 1929 roku. Wówczas został zakupiony dla londyńskiej Galerii Narodowej, w której znajduje się do dziś.

## Opis
Dyptyk z Wilton House został namalowany dwustronnie, techniką tempery na dwóch dębowych tablicach. Każda z nich ma wymiar 46x29 cm.
Skrzydła otwarte zawierają dwie sceny figuralne, ukazane na złotym tle zdobionym dekoracją geometryczną, każda z nich posiada odmienny wzór.
Na lewym skrzydle widzimy klęczącego króla Anglii Ryszarda II (1367–1400) oraz świętych: Edmunda trzymającego strzałę, Edwarda Wyznawcę z jego atrybutem (złotym pierścieniem) oraz Jana Chrzciciela. Wszyscy, prócz Jana Chrzciciela (który w rękach trzyma Baranka), odziani są w reprezentacyjne, dworskie stroje o bogatej dekoracji ornamentalnej i figuralnej.
Ukazana na prawym skrzydle Matka Boża z Dzieciątkiem jest otoczona jedenastoma aniołami o dziewczęcych twarzach, z kwiecistymi wieńcami na głowach. Jeden z nich (drugi od lewej) trzyma zawieszoną na długim drzewcu chorągiew z czerwonym krzyżem świętego Jerzego na białym tle, symbolem Anglii. Wszystkie postacie, poza Dzieciątkiem, odziane są w jednolite błękitne szaty. Szaty aniołów ozdobione są na wysokości piersi niewielkimi aplikacjami figuralnymi z motywem białego jelenia, którego szyję osłania złota koroną z łańcuchem. Sceneria to kwiecisty ogród (na dole kompozycji) – symbol Królestwa Niebieskiego. Uwagę zwraca silna relacja wzrokowa między postaciami świętych i króla z Marią z Dzieciątkiem i aniołami. Zbawiciel wychyla się i wyciąga ręce ku modlącemu się Ryszardowi II. Artysta posłużył się w malowidłach silnymi kontrastami kolorystycznymi. W lewym skrzydle przeważają delikatne kolory ustępujące złotemu tłu, zaś kolorystyka prawego skrzydła oscyluje wokół błękitów, ponadto kompozycja zajmuje niemal całą kwaterę. Ciemna zieleń ogrodu jest skontrastowana z licznymi kwiatami ukazanymi w delikatnych pastelowych barwach. Statyczne pozy króla i świętych mają przeciwieństwo z ukazanymi w ruchu postaciami aniołów oraz Madonny z Dzieciątkiem.

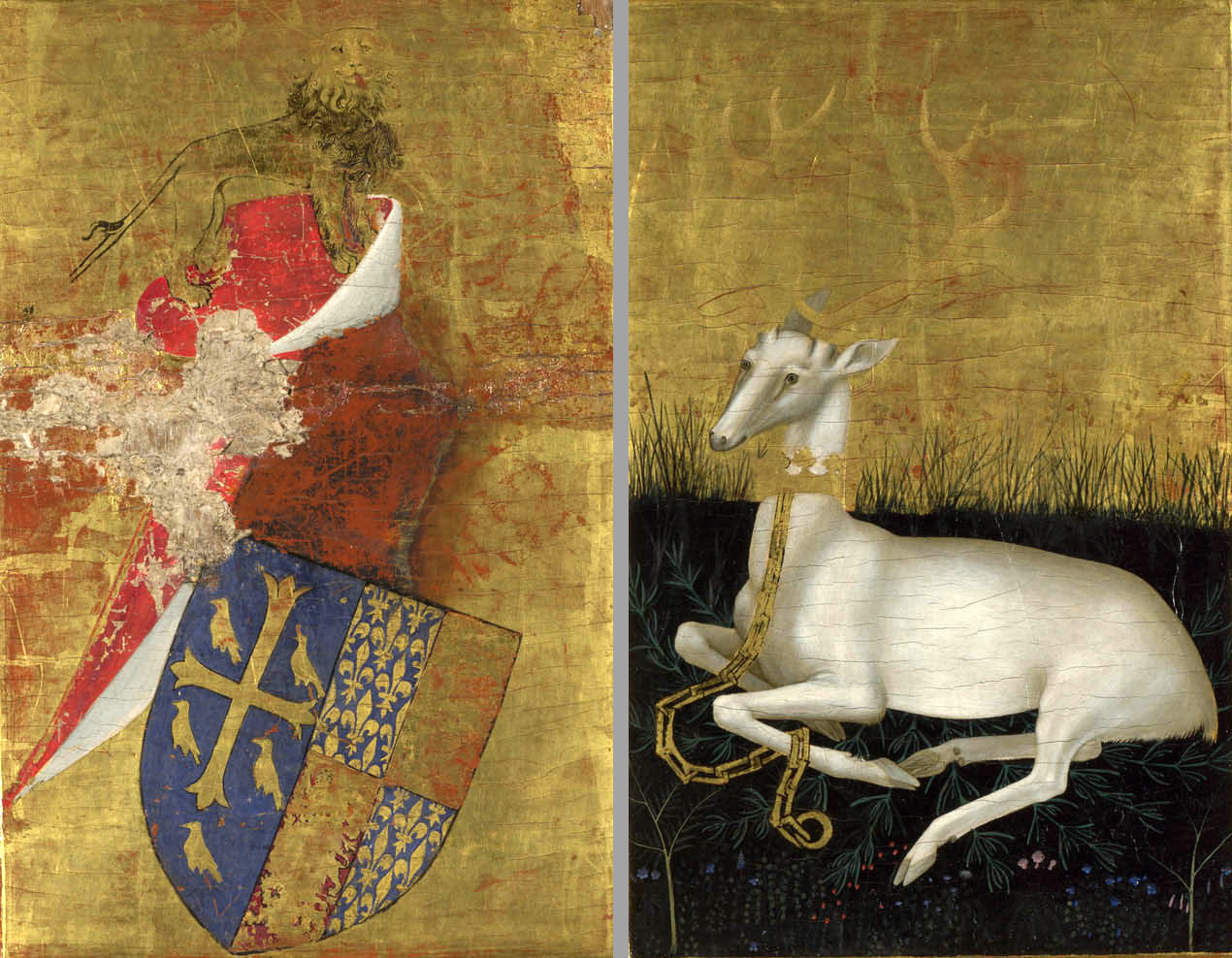
Rewers dyptyku wraz z herbem Ryszarda II

Na rewersach została również zachowana dwudzielność kompozycji oraz złote tło. W prawym skrzydle przedstawiono w profilu siedzącego na trawie białego jelenia ze złotymi rogami. Uwagę zwraca nałożona na szyję zwierzęcia złota korona, z doczepionym złotym łańcuchem, który zwierzę lekko przytrzymuje lewym przednim kopytem. Jest to osobisty symbol króla Ryszarda II.
Lewy rewers zawiera kolejny wątek heraldyczny: nabity na pal herb zwieńczony klejnotem herbowym. Tarcza herbowa jest przedstawiona w ukłonie heraldycznym. Dwudzielna tarcza jest podzielona w słup. Lewe heraldyczne pole jest podzielone w krzyż, ze skwadrowanymi złotymi, gładkimi polami, z fragmentarycznie zachowanym oryginalnym blazonowaniem, który stanowiły trzy lwy na czerwonym tle (pole 2,4) oraz złotymi liliami na błękitnym tle (pola 1,3). Prawe heraldyczne pole przedstawia złoty krzyż i 5 złotych mew na błękitnym tle. Klejnot herbowy tworzą hełm oraz proporzec ukazane w kolorze czerwonym. 

## Analiza
Największym problemem jest wskazanie miejsca powstania dzieła. Specyficzna forma, maniera, kompozycja malowideł, oraz silny ładunek elementów „dworskich” stanowią cechy zjawiska które rozpowszechniło się na obszarze niemalże całej Europy, zwane gotykiem międzynarodowym, którego jednym z ważniejszych ośrodków były Czechy. Niewykluczone jest, iż na czeskim dworze powstał ten nurt w sztuce. Według niektórych badaczy dyptyk jest konsekwencją kontaktów monarchy angielskiego z czeską koroną, czego kulminacją było małżeństwo Ryszarda II z Anną, córką Karola IV i Elżbiety Pomorskiej. Istnieją również twierdzenia o włoskiej, francuskiej (przypisywane jest Melchiorowi Broederlamowi) lub lokalnej (angielskiej) proweniencji.

## Interpretacja

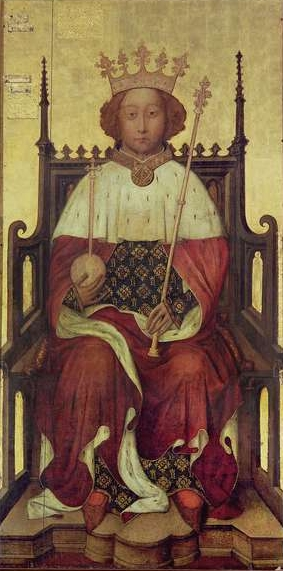
Portret Ryszarda II

Jest to przykład gotyckiej sztuki dworskiej schyłku XIV wieku. Niewielkie rozmiary dyptyku sugerują dewocyjny charakter dzieła. Głównym bohaterem dyptyku jest Ryszard II, który ukazany jest z profilu w pozie klęczącej. Z tym królem związana jest symbolika występująca zarówno w awersie jak i rewersie. Przede wszystkim biały jeleń, ukazany w prawym skrzydle rewersu, na ozdobnym płaszczu królewskim, w który odziany jest monarcha, i na aplikacjach szat aniołów.
Natomiast zamieszczony na rewersie herb, jest herbem Ryszarda II jako króla Anglii. Nie zachowały się do dziś pola 2,4, w których niegdyś były po trzy lwy na czerwonym tle. Państwowy wymiar podkreśla także umocowana na długim drzewcu flaga z krzyżem świętego Jerzego, która od okresu wypraw krzyżowych jest symbolem Anglii. Na wierzchołku drzewca znajduje się kula z miniaturową mapą Anglii.
Święci: Edmund, Edward Wyznawca oraz Jan Chrzciciel ukazani en trois quartes mają silny związek z Ryszardem II. Edmund trzyma w rękach strzałę – narzędzie jego męczeńskiej śmierci. Edward Wyznawca trzyma pierścień, nawiązujący do legendy, w której Edward napotkał przebranego za żebraka św. Jana Ewangelistę; król nie mając żadnego majątku ofiarował mu swój królewski pierścień. Wszyscy trzej święci są patronami Anglii, stąd umieszczenie ich potęguje sakralny wymiar Królestwa Anglii.
Reasumując, dyptyk był namalowany dla Ryszarda II i najprawdopodobniej był przeznaczony do prywatnego nabożeństwa samego monarchy, co sugeruje wyraźnie poza króla.